# Закрійник з Торжка
«Закрійник з Торжка» — радянський художній фільм 1925 року, ексцентрична комедія режисера Якова Протазанова, знятий на студії «Межрабпом-Русь».

## Сюжет
Дія відбувається в Радянській Росії за часів НЕПу в маленькому повітовому містечку Торжку. Петя Петелькін — працівник кравецької майстерні, що належить вдові Ширінкіній. Вдова вирішила одружити на собі свого працівника. Безжурний Петя відправився за подарунком нареченій і несподівано придбав облігацію державної позики. Облігація, на яку випав великий виграш, кочує з рук у руки. Позбувшись цінності Петя мало не кінчає життя самогубством, але у підсумку все приходить до щасливого кінця.

## У ролях
- Ігор Ільїнський —  Петя Петелькін, закрійник
- Віра Марецька —  Катя, домробітниця Семижилова
- Лідія Дейкун —  Меланія Іванівна Ширінкіна, вдова, власниця кравецької майстерні
- Ольга Жизнєва —  незнайомка з облігацією
- Йосип Толчанов —  крамар І. І. Семижилов
- Анатолій Кторов —  Анатолій, друг незнайомки
- Володимир Уральський —  профспілковий працівник
- Серафима Бірман —  сусідка Ширінкіної
- Єва Мілютіна —  сусідка Ширінкіної
- Наум Рогожин —  гість (немає в титрах)

## Знімальна група
- Режисер — Яків Протазанов
- Сценарист — Валентин Туркін
- Оператор — Петро Єрмолов
- Художник — Володимир Єгоров